# Hihi de Nouvelle-Zélande
Notiomystis cincta, Notiomystis · Notiomystidae, Méliphage hihi
Famille
Genre
Espèce
Synonymes
- Meliphaga cincta Du Bus de Gisignies, 1839

Statut de conservation UICN

 VU D2 : Vulnérable
Le Hihi de Nouvelle-Zélande (Notiomystis cincta), anciennement connu en tant que Méliphage hihi, est une espèce d'oiseaux de la famille des Passeriformes, la seule représentante de la famille Notiomystidae et du genre Notiomystis.

## Description
C'est un passereau de taille moyenne. Le mâle a un plumage de couleur noire qui s'étale sur toute la partie avant : la poitrine, les flancs, le dos et la couverture alaire.
En arrière de son œil, une petite tache blanche comprenant une petite touffe de poils érectiles peut être mise en avant lors de parade nuptiale. Sur ses flancs, le mâle a son plumage noir bordé d'une frange jaune, et son ventre est un gris-brun. La femelle est légèrement différente, son plumage est plus terne et plus brun, elle n'a pas non plus de petite touffe de poils érectiles, et elle possède une large bande alaire blanche.
Ces oiseaux ont aussi un chant noble comme un appel d'alarme, assez nasal comme celui du Méliphage carillonneur. Les mâles donnent un sifflement perçant de trois note (que l'on entend souvent au printemps) et une variété d'autres appels non donnés par la femelle. Son chant fait un « siii-si-hip ».

## Habitat
L'habitat naturel du Méliphage hihi est constitué de vieilles forêts où l'on trouve de vieux arbres creux.

## Liste des sous-espèces
Selon la classification de référence du Congrès ornithologique international (version 11.2, 2021) :
- sous-espèce Notiomystis cincta hautura Mathews, 1935 - île de la Petite Barrière
- sous-espèce † Notiomystis cincta cincta (Du Bus de Gisignies, 1839) - île du Nord

## Alimentation
Il se nourrit principalement de nectar, de fruits et d'arthropodes.